# راؤول غوني
راؤول غوني (بالإسبانية: Raúl Goni)‏ (مواليد 12 أكتوبر 1988 في سرقسطة - إسباني) لاعب كرة قدم إسباني يلعب حاليا لصالح نادي الدرجة الأولى ريال سرقسطة الإسباني منذ 2007 في مركز قلب الدفاع .

## روابط خارجية
- راؤول غوني على موقع قاعدة بيانات كرة القدم.إي يو (الإنجليزية)
- راؤول غوني على موقع Soccerway.com (الإنجليزية)
- راؤول غوني على موقع AS.com (الإسبانية)